# Atletica leggera ai XVII Giochi paralimpici estivi - Lancio del giavellotto F38 maschile
Ai XVII Giochi paralimpici estivi la competizione del lancio del giavellotto maschile F38 si è svolta il giorno 30 agosto 2024 presso lo Stade de France di Parigi.

## Situazione pre-gara

### Record
Prima di questa competizione, il record del mondo, il record paralimpico e i record continentali erano i seguenti.
| Record              | Prestazione | Atleta                     | Data e luogo                               | Competizione                         |
| ------------------- | ----------- | -------------------------- | ------------------------------------------ | ------------------------------------ |
| Record mondiale     | 61,76 m     | José Lemos Colombia        | 24 novembre 2023 Santiago del Cile, Cile   |                                      |
| Record paralimpico  | 60,31 m     | José Lemos Colombia        | 27 agosto 2021 Tokyo, Giappone             | XVI Giochi paralimpici estivi        |
| Record africano     | 54,63 m     | Reinhardt Hamman Sudafrica | 9 novembre 2019 Dubai, Emirati Arabi Uniti | Campionati mondiali paralimpici 2019 |
| Record panamericano | 61,76 m     | José Lemos Colombia        | 24 novembre 2023 Santiago del Cile, Cile   |                                      |
| Record asiatico     | 52,52 m     | An Dongquan Cina           | 25 ottobre 2023 Hangzhou, Cina             | IV Giochi para-asiatici              |
| Record europeo      | 55,34 m     | Vladyslav Bilyi Ucraina    | 27 agosto 2021 Tokyo, Giappone             | XVI Giochi paralimpici estivi        |
| Record oceaniano    | 58,18 m     | Corey Anderson Australia   | 8 marzo 2020 Brisbane, Australia           |                                      |

### Campioni in carica
I campioni in carica a livello mondiale erano i seguenti.
| Campione    | Atleta              | Prestazione | Data e luogo                   | Competizione                         |
| ----------- | ------------------- | ----------- | ------------------------------ | ------------------------------------ |
| Paralimpico | José Lemos Colombia | 60,31 m     | 27 agosto 2021 Tokyo, Giappone | XVI Giochi paralimpici estivi        |
| Mondiale    | José Lemos Colombia | 56,75 m     | 20 maggio 2024 Kōbe, Giappone  | Campionati mondiali paralimpici 2024 |

### La stagione
Prima di questa gara, gli atleti con le migliori tre prestazioni mondiali dell'anno erano:
| Pos. | Atleta                                 | Prestazione | Data e luogo                   |
| ---- | -------------------------------------- | ----------- | ------------------------------ |
| 1    | José Lemos Colombia                    | 56,75 m     | 20 maggio 2024 Kōbe, Giappone  |
| 2    | Luis Fernando Lucumí Villegas Colombia | 52,76 m     | 4 aprile 2024 Ibague, Colombia |
| 3    | An Dongquan Cina                       | 51,21 m     | 20 maggio 2024 Kōbe, Giappone  |